# Kloster St. Marien (Geringswalde)
Das Kloster St. Marien in Geringswalde war eine Benediktinerinnenabtei, die am Anfang des 13. Jahrhunderts gegründet und nach der Reformation im 16. Jahrhundert aufgelöst wurde.

## Ursprünge
Begründer und Schutzvögte des Klosters war die adlige Familie von Schönburg. Hermann I. von Schönburg beschloss 1182 die Stiftung eines Benediktiner-Nonnenklosters in Geringswalde. Eine Urkunde darüber ist nicht erhalten. Hermann II. von Schönburg, Sohn des vorigen, vollendete 1233 den Bau des Klosters, das der Jungfrau Maria geweiht war. In der zugehörigen Urkunde vom 2. Januar 1233 wird die Stadt Geringswalde zum ersten Mal urkundlich erwähnt. 1238 bestätigte Papst Gregor IX. die Stiftung des Klosters. Johannes der Täufer und Johannes der Evangelist werden in Urkunden aus dem späten 13. Jahrhundert als weitere Schutzpatrone genannt. Das Siegel des Klosters zeigte die stehende Jungfrau Maria mit dem Jesuskind auf dem Arm und zu ihren Füßen eine Mondsichel.
Zu den ersten Besitzungen der Abtei gehörten die Dörfer Altgeringswalde, Hoyersdorf, das Vorwerk Zschannewitz, der Großteich von Geringswalde und mehrere Mühlen entlang des Auenbachs.

## Entwicklung
Im Lauf der Zeit erwarb das Kloster durch Schenkungen und Kauf weitere Dörfer, Güter und Kirchenlehen und wurde so wohlhabend, dass es an verschiedene Einzelpersonen, aber auch an die Räte von Glauchau und Colditz Kapital gegen Zinsen ausleihen konnte. Zahlreiche Mitglieder der Familie von Schönburg sind im Kloster bestattet worden. Friedrich I. (der Ältere) von Schönburg überließ durch Urkunde von 1261 mit Zustimmung seiner vier Söhne Hermann, Friedrich, Dietrich und Friedrich dem Kloster die Obergerichtsbarkeit über die Bevölkerung der umliegenden Orte. Das Gut „Dyestorff“ (Theesdorf) wurde im Jahr 1292 von Markgraf Friedrich von Meißen an das Kloster Geringswalde übergeben.
Mitte des 15. Jahrhunderts ist eine Anastasia von Schönburg Äbtissin des Klosters. Um 1430 litt das Kloster Schaden während des Feldzugs der Hussiten.
1498 hielt das Kloster einen Propst und vier Predigermönche für die Filiale in Geringswalde, Altgeringswalde, Hermsdorf und Schönerstädt.

## Schließung und weitere Nutzung
Nach der Reformation und der damit einhergehenden Säkularisation kirchlicher Besitztümer wurde das Benediktinerinnenkloster 1542 aufgehoben, den verbliebenen Nonnen wurde bis an ihr Lebensende Wohnrecht gewährt. Die Klostergebäude verwahrlosten danach.
Die letzte Äbtissin war Ursula von Leutzsch (gestorben 1554). Im Schmalkaldischen Krieg (1546 bis 1547) erlitten mehrere dem inzwischen säkularisierten Kloster gehörende Ortschaften Schäden.
1566 wurde durch die Schönburger eine Gemeinschaftliche Schule im ehemaligen Kloster eingerichtet, die jedoch 1568 wegen religiöser Differenzen durch den Kurfürsten von Sachsen wieder geschlossen wurde, da man den Lehrern Flacianismus vorwarf.

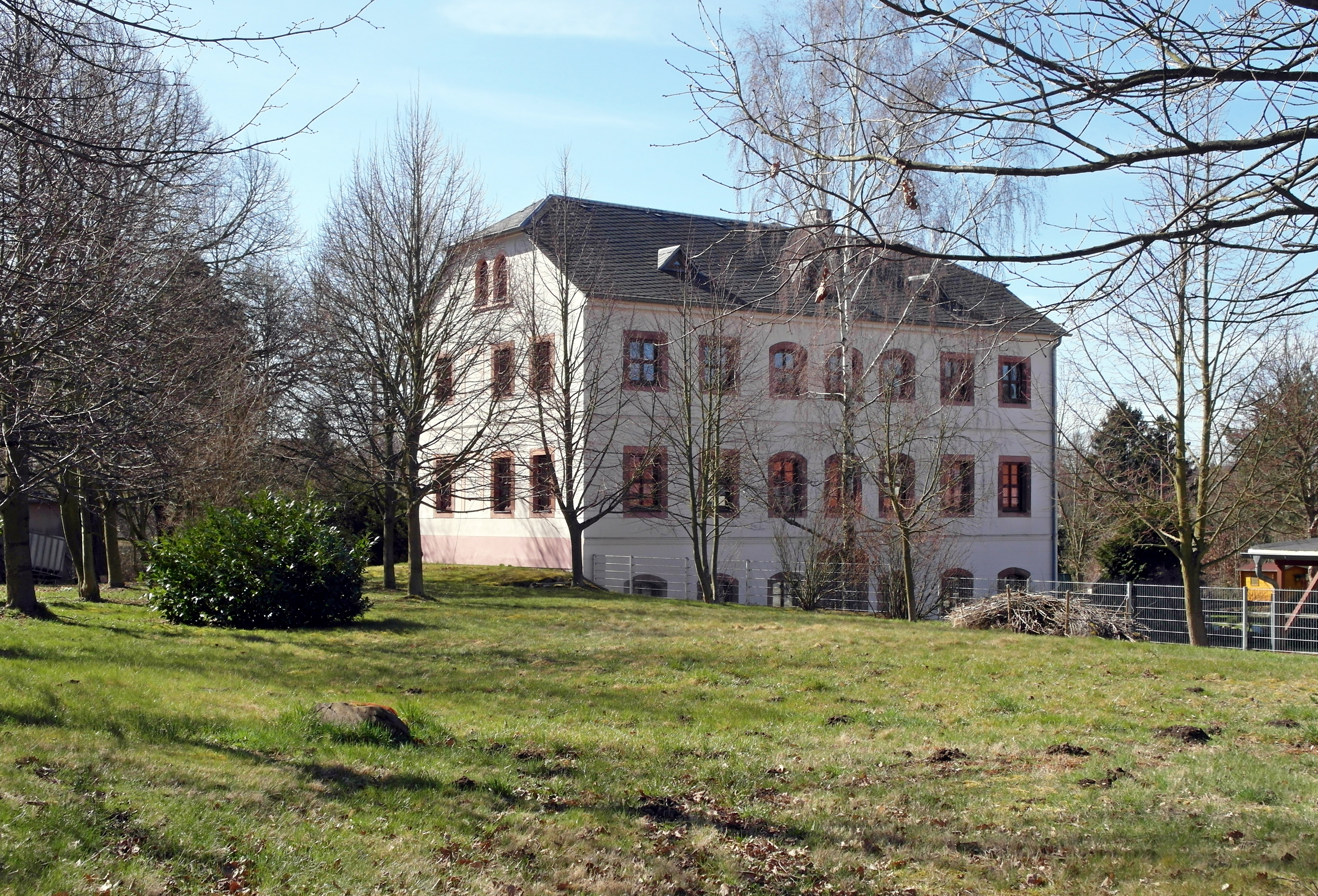
Ehem. Herrenhaus des Rittergutes Klostergeringswalde

1588 wurde Geringswalde von Hugo von Schönburg an Kurfürst Christian I. verkauft. Danach wurde das ehemalige Kloster zum Rittergut. Die Besitzungen des ehemaligen Klosters wurden in das kursächsische Amt Rochlitz integriert.
1598 wurde die ehemalige Klosterkirche in ein Jagdzeughaus umgewandelt und nach 1637 abgebrochen. Sie soll „51 Ellen lang und 20 Ellen weit“ gewesen sein. Die Kirche muss mehrere Kapellen gehabt haben denn es ist überliefert, dass ein Friedrich von Schönburg (wohl Friedrich XV., 1388 erstgenannt, gest. nach 1400) im Jahre 1400 seine 16 Ahnen in großer Riesen-Statur an den Wänden der Kapelle abmalen ließ.
Die Gebäude des Rittergutes und einige wohl noch erhaltenen Klosterbauten wurden mit der Bodenreform in der Sowjetischen Besatzungszone aufgelöst, und die meisten Gebäude wurden zur Gewinnung von Baumaterial abgetragen.
Die im 18. Jahrhundert noch erhaltenen Grabsteine der in Geringswalde bestatteten Schönburger waren bereits 1777 entfernt und als Baumaterial verwendet worden.
Es haben sich nur wenige Abbildungen von den letzten Gebäuden des Klosters erhalten. Daher weiß man kaum etwas über dessen Aussehen.

## Nachweise
1. ↑  Bernhardi, S. 6–7
2. ↑  Bernhardi, S. 8–14
3. 1 2  Bernhardi, S. 15
4. ↑  Robby Joachim Götze: Schönburgische Gerichtsbarkeit In: Autorenkollektiv, u. a. Helmut Bräuer, Robby Joachim Götze, Steffen Winkler und Wolf-Dieter Röber: Die Schönburger, Wirtschaft, Politik, Kultur. Broschüre zur gleichnamigen Sonderausstellung 1990–91 in Museum und Kunstsammlung Schloss Hinterglauchau. Museum und Kunstsammlung Schloss Hinterglauchau, Glauchau 1990, S. 60
5. ↑  Historische Dokumentation des Hauses Schönburg, Erwähnung von Dyesdorf (Theesdorf) auf Seite 29
6. ↑  Carl Gottlob Dietmann: Kirchen- und Schulen-Geschichte der Hochreichsgräfl. Schönburgschen Länder in Meißen. Christian Friedrich Gutzsch, Breslau, Brieg und Leipzig, 1787 (google.de).
7. 1 2  Bernhardi, S. 16
8. ↑  Autorenkollektiv, u. a. Helmut Bräuer, Robby Joachim Götze, Steffen Winkler und Wolf-Dieter Röber: Die Schönburger, Wirtschaft, Politik, Kultur. Broschüre zur gleichnamigen Sonderausstellung 1990–91 in Museum und Kunstsammlung Schloss Hinterglauchau, Glauchau 1990, Kap. „Kirche und Kunst“, S. 100, zu Burg und Kloster Geringswalde
9. ↑  Benediktinerinnenkloster St. Marien Geringswalde. Ev.-Luth. Kirchspiel Waldheim-Geringswalde, 2018.
10. ↑  Friedrich Bode: Chronik der Stadt Rochlitz und Umgegend. Bode, Rochlitz 1865 (google.de).
11. ↑  Dietmann pp. 25–26
12. ↑  Autorenkollektiv, u. a. Helmut Bräuer, Robby Joachim Götze, Steffen Winkler und Wolf-Dieter Röber: Die Schönburger, Wirtschaft, Politik, Kultur. Broschüre zur gleichnamigen Sonderausstellung 1990–91 in Museum und Kunstsammlung Schloss Hinterglauchau, Glauchau 1990, Kap. „Kirche und Kunst“, S. 100, zu Burg und Kloster Geringswalde
13. ↑  Autorenkollektiv, u. a. Helmut Bräuer, Robby Joachim Götze, Steffen Winkler und Wolf-Dieter Röber: Die Schönburger, Wirtschaft, Politik, Kultur. Broschüre zur gleichnamigen Sonderausstellung 1990–91 in Museum und Kunstsammlung Schloss Hinterglauchau, Glauchau 1990, Kap. „Kirche und Kunst“, S. 100, zu Burg und Kloster Geringswalde

Koordinaten: 51° 4′ 26,4″ N, 12° 55′ 8,4″ O